# Шахор, Биньямин
Биньямин Шахор (ивр. בנימין שחור‎; 28 мая 1916 года, Иерусалим, Османская империя — 26 ноября 1979 года) — израильский политик, депутат кнессета (4, 5, 6, 7 созывы).

## Биография
Биньямин Шахор родился в 1916 году в Иерусалиме (Османская империя, ныне — Израиль) в семье раввина и получил религиозное образование. В 1929 году он вступил в религиозно-сионистское движение Бней Акива и стал одним из его лидеров. В 1939 году стал одним из основателей ешивы «Бней Акива» в поселении Кфар-ха-Роэ. Являясь одним из глав партии «Ха-поэль ха-мизрахи», он несколько лет занимал пост редактора ежедневной газеты «Ха-Цофе».
После образования национально-религиозной партии Израиля в 1956 году Биньямин Шахор стал её генеральным секретарем. Он был избран в кнессет на выборах 1959 года. Шахор сохранил свое место на выборах 1961 и 1965 годов, а 1 февраля 1966 года был назначен заместителем министра по делам религий и занимал эту должность до 15 декабря 1969 года. Он был переизбран в 1969 году, но потерял свое место на выборах 1973 года.
Биньямин Шахор умер 26 ноября 1979 года в возрасте 63 лет.

## Должности в комиссиях кнессета
| Созыв кнессета      | Должности |
| ------------------- | --- |
| Кнессет 4-го созыва | - Член совместной комиссии по вынесению на повестку дня вопроса о спортивной ситуации в Израиле - Член подкомиссии по вопросам тесноты в общественном транспорте - Член комиссии по экономике - Член комиссии по внутренним делам - Член комиссии по образованию и культуре |
| Кнессет 5-го созыва | - Член комиссии по экономике - Член комиссии по внутренним делам - Член комиссии по образованию и культуре |
| Кнессет 6-го созыва | - Член особой комиссии по проверке структуры начального и среднего школьного образования в Израиле - Член комиссии по внутренним делам - Член комиссии по образованию и культуре                                                                                            |
| Кнессет 7-го созыва | - Член подкомиссии по вопросу статуса и положения инвалидов труда - Член комиссии по делам Кнессета - Член комиссии по труду - Член комиссии по внутренним делам - Член комиссии по образованию и культуре - Член комиссии по назначению заседателей в раввинатских судах   |